# Szaumianowskij
Szaumianowskij (ros. Шаумяновский) – chutor w Rosji, w obwodzie rostowskim, w rejonie jegorłyckim. W 2021 liczył 1876 mieszkańców.